# Kowalewka
Kowalewka (Bierutówka) – struga, dopływ Rogowskiej Strugi o długości 4,72 km. Przepływa przez Weklice, uchodzi do Rogowskiej Strugi tuż przed jeziorem Druzno.